# Tipula dorsimacula
Tipula dorsimacula är en tvåvingeart. Tipula dorsimacula ingår i släktet Tipula och familjen storharkrankar.

## Underarter
Arten delas in i följande underarter:
- T. d. dorsimacula
- T. d. shasta